# 岡部暁
岡部 暁（おかべ さとる）は、日本のスーツアクター。レッド・エンタテインメント・デリヴァーを経て、キャスタッフ所属。

## 出演

### テレビ
- ウルトラゼロファイト（2012年） - アクター補助
- 新ウルトラマン列伝（2013年 - 2016年）
- ウルトラマンギンガ（2013年）
- ウルトラマンギンガS（2014年） - ファイブキング（SDU）、ドラゴリー（SD）[要出典]
- ウルトラマンX（2015年） - ウルトラマンゼロ、ガーゴルゴン、スラン星人クワイラ、サイバーゴモラ、シャプレー星人 他
- ウルトラマンオーブ（2016年） - ジャグラスジャグラー（魔人態）、マガバッサー、ハイパーゼットンデスサイス、ギャラクトロン、ハイパーゼットンデスサイス（リザーバー） 他
- ウルトラファイトオーブ 親子の力、おかりします!（2017年）
- ウルトラマンジード（2017年） - ウルトラマンゼロ、ウルトラマンベリアル、ダダ 他
- 帰ってきたアイゼンボーグ（2017年） - アイゼンボー
- ウルトラマンオーブ THE CHRONICLE（2018年）
- ウルトラマンR/B（2018年） - ウルトラマンブル
- ウルトラマンタイガ（2019年） - ウルトラマンフーマ、ゴース星人
- ウルトラマンZ（2020年） - ウルトラマンゼロ、ジャグラスジャグラー（魔人態）、ファイブキング（5、24話）、キングジョー、キングジョー ストレイジカスタム、ゴメス（23話）
- ウルトラマントリガー NEW GENERATION TIGA（2021年） - ギマイラ、ウルトラマンZ、ウルトラマンティガ、メカムサシン
- ウルトラマンデッカー（2022年 - 2023年） - ベムラー、ミクラス（2、5、14話）、テラフェイザー（14話以降）、ゾンボーグ兵、ラゴン
- ウルトラマン ニュージェネレーション スターズ（2023年）
- ウルトラマンブレーザー（2023年） - カナン星人・ハービー、ザンギル
- ウルトラマンアーク（2024年 - 2025年） - クロコ星人、ギヴァス、ザンギル、ウルトラマンブレーザー、白い仮面の男、スイード（星人態）
- ウルトラマンオメガ（2025年 - ） - レキネス

### 映画
- 劇場版 超・仮面ライダー電王&ディケイド NEOジェネレーションズ 鬼ヶ島の戦艦（2009年）
- 劇場版 仮面ライダーディケイド オールライダー対大ショッカー（2009年）
- ウルトラマンサーガ（2012年）
- ウルトラマンギンガ 劇場スペシャル ウルトラ怪獣☆ヒーロー大乱戦!（2014年）
- 劇場版 ウルトラマンギンガS 決戦!ウルトラ10勇士!!（2015年）
- 劇場版 ウルトラマンX きたぞ!われらのウルトラマン（2016年） - ウルトラマンティガ
- 劇場版 ウルトラマンオーブ 絆の力、おかりします!（2017年） - ガピヤ星人サデス
- 劇場版 ウルトラマンジード つなぐぜ! 願い!!（2018年） - ウルトラマンゼロ
- 劇場版 ウルトラマンR/B セレクト! 絆のクリスタル（2019年） ‐ ウルトラマンブル
- 劇場版 ウルトラマンタイガ ニュージェネクライマックス（2020年） ‐ ウルトラマンフーマ
- ウルトラマンデッカー最終章 旅立ちの彼方へ…（2023年） - プロフェッサー・ギベルス
- ウルトラマンアーク THE MOVIE 超次元大決戦!光と闇のアーク（2025年） -ギルアーク

### WEBドラマ
- ウルトラマンオーブ THE ORIGIN SAGA（2016年） - ジャグラスジャグラー（魔人態）[2]、ウルトラマンダイナ[要出典]
- ウルトラマンタイガ 第0話「ウルトラマンタイガ物語（ストーリー）」（2019年）
- ウルトラギャラクシーファイト ニュージェネレーションヒーローズ（2019年）
- ウルトラギャラクシーファイト 運命の衝突（2022年）
- ウルトラマンレグロス（2023年） - インストラクターフォロス
- ウルトラマンレグロス ファーストミッション（2023年）